# Anthony McGill
Anthony McGill (n. 5 februarie 1991, Glasgow, Scoția, Regatul Unit) este un jucător scoțian de snooker.
McGill este câștigătorul Openului Indian din 2016 și al turneului Snooker Shoot-Out din 2017. Cea mai bună clasare a sa din carieră rămâne locul 13 mondial.  

## Legături externe
- Global Snooker Profile
- Pro Snooker Blog Profile